# Прека калдрма
Прека калдрма је назив за раскрсницу путева који повезују Деч, Ашању, Петровчић и Карловчић. Налази се на самој граници општине Сурчин (Град Београд) и општине Пећинци (АП Војводина). Некада главни путни правац, који је повезивао села југоисточног Срема, од Сурчина до Пећинаца и од Старе Пазове до Обедске баре, данас је познат као аутобуска окретница линије 604 која преко Петровчића, Бечмена и Сурчина води ка новобеоградском блоку 45. Како је ова аутобуска линија једина линија ГСП, која повезује овај део Срема са Новим Београдом, у близини раскрснице се налази велики паркинг за возила становника околних села, који овде хватају везу са другим градским линијама.
Током 2010-их на раскрсници је изграђен кружни ток, на коме је 30. децембра 2018. постављен заветни крст.